# マイケル・クルース
マイケル・R・クルース（Michael R. Crouse, 1990年11月22日 - ）は、カナダ連邦ブリティッシュコロンビア州ポートムーディ出身のプロ野球選手（外野手）。右投右打。北米独立リーグ・アメリカン・アソシエーションのミルウォーキー・ミルクメン所属。
父親は、NFLとカナディアン・フットボール・リーグでプレーしたレイ・クルースである。

## 経歴

### プロ入り前
センテニアル高等学校在籍時は、アメリカンフットボールと野球の両方をプレーしていたが、最終的に野球に専念する。

### プロ入りとブルージェイズ傘下時代
2008年のMLBドラフト16巡目（全体489位）でトロント・ブルージェイズに指名され、プロ入り。この年は、傘下ルーキー級のガルフ・コーストリーグ・ブルージェイズで7試合に出場した。この年に開催された第23回AAA世界野球選手権大会にカナダ代表として出場した。
2009年もルーキー級のガルフ・コーストリーグ・ブルージェイズでプレーした。
2010年はA級ランシング・ラグナッツでプレーした。ここでは、右翼手としてプレーした。
2011年オフの9月16日に第39回IBAFワールドカップとグアダラハラパンアメリカン競技大会の野球カナダ代表に選出された。
2012年はA+級ダニーデン・ブルージェイズでプレーした。
2014年オフに解雇された。

### 独立リーグ時代
2015年1月28日に独立リーグであるアトランティックリーグのランカスター・バーンストーマーズと契約を結んだ。
2016年もランカスター・バーンストーマーズでプレーしていたが、5月21日にニューブリテン・ビーズにトレード移籍した。この年は2チーム合計で打率.287、10本塁打、67打点、61盗塁を記録した。
2017年開幕前の2月8日に第4回WBCのカナダ代表に選出された。この年もニューブリテン・ビーズでプレーし、打率.261、20本塁打、68打点、40盗塁を記録した。	

### メキシカンリーグ時代
2018年3月22日にメキシカンリーグのプエブラ・パロッツと契約した。
2019年4月3日にメキシカンリーグのラグナ・ユニオン・コットンファーマーズと契約した。5月21日に自由契約となった。

### 独立リーグ時代
2019年5月28日にアトランティックリーグのサマセット・ペイトリオッツと契約した。シーズン終了後に退団した。
2020年3月16日にアメリカン・アソシエーションのシカゴ・ドッグスと契約した。この年は58試合に出場し、打率.262、10本塁打、30打点、20盗塁を記録した。
2021年は73試合に出場し、打率.277、13本塁打、64打点、33盗塁を記録した。
2022年は後述の移籍まで87試合に出場し、打率.283、7本塁打、47打点、38盗塁を記録した。8月27日に交換トレードでウィニペグ・ゴールドアイズに移籍した。ウィニペグでは9試合に出場し、27打数4安打、8四球、0本塁打、2打点という成績を残した。
2023年1月18日にミルウォーキー・ミルクメンに移籍した。また6月6日にサンティアゴパンアメリカン競技大会予選の野球カナダ代表に選出された。この年は48試合に出場して打率.290、6本塁打、25打点、13盗塁を記録した。

## 詳細情報

### 代表歴
- 2008年AAA世界野球選手権大会カナダ代表
- 2011 IBAFワールドカップ カナダ代表
- 2011年パンアメリカン競技大会野球カナダ代表
- 2017 ワールド・ベースボール・クラシック・カナダ代表
- 2023年パンアメリカン競技大会予選野球カナダ代表